# IronFX
铁汇集团（英語：IronFX Global Ltd，又名：IronFX铁汇）是位于塞浦路斯的零售外汇经纪公司，于2010年由欧洲商人马可斯·加舒瑞思（Markos A. Kashiouris）在利马索尔成立。该公司在塞浦路斯、伦敦、约翰内斯堡和悉尼设有办事处，持有英国金融行为监管局（FCA）、塞浦路斯证券交易委员会（CySEC）、澳大利亚证券和投资委员会（ASIC）和南非金融服务机构（FSB）的许可证。

## 历史
IronFX铁汇原名IronFX金融服务有限公司，后转为IronFX有限公司。2010年，马可斯与彼得·G·伊科诺米德斯（Peter G. Economides）在塞浦路斯成立IronFX铁汇国际有限公司，由塞浦路斯证券交易委员会（CySEC）授权和监管。IronFX铁汇因此受《欧盟金融工具市场法规》（MiFID）的管辖，并被允许在欧盟全境提供投资服务。
2013年6月，作为IronFX铁汇全球扩张战略的一部分，旗下全资子公司IronFX国际英国有限公司，成为由英国金融行为监管局（FCA）授权和监管的一员。在随后的一个月，IronFX在新西兰注册为金融服务供应商。IronFX铁汇国际（澳大利亚）有限公司从2012年起由澳大利亚证券和投资委员会（ASIC）授权并监管。

## 运作
IronFX铁汇总部位于塞浦路斯，从2012年起在亚洲、东欧、西欧、南美和澳大利亚建立分公司，其分公司位于全球多个城市，包括匈牙利、捷克共和国、波兰、英国、澳大利亚、秘鲁、葡萄牙、阿塞拜疆、马来西亚、西班牙、乌克兰、菲律宾、智利和印度尼西亚。
IronFX铁汇的服务包括外汇、股份、期货和贵金属的差价合约，并在世界多个监管部门监督之下，为零售客户和机构外汇投资者提供金融服务。